# Rocky Gray
William Gray (Jacksonville, Arkansas, SAD, 2. srpnja 1974.), poznatiji pod umjetničkim imenom Rocky Gray, je dio metal glazbene scene u državi Arkansas, SAD još od sredine 1990-ih. Najpoznatiji je kao glavni gitarist grupe Living Sacrifice i bivši bubnjar grupe Evanescence. Vjenčan je s Renee Gray s kojom ima dvoje djece Abrahama i Madison, a živi u Little Rocku u Arkansisu. 

## Sastavi s kojima surađuje

### Trenutni sastavi
- Soul Embraced- glavni gitarist, vokal (1997. - danas)
- Mourningside - bubnjevi (2004. - danas)

### Bivši sastavi
- Chalice
- Shredded Corpse - vokal, gitara, klavijature (1991. – 1998.)
- Sickshine - bubnjevi (1993. – 1995.)
- PainGod (kasnije poznati kao Flesh Compressor) -  (1994. – 1995.)
- Seminal Death - vokal, gitara (1995.)
- Living Sacrifice - glavna gitara, vokali (1999. – 2003., 2005.)
- Thy Pain - gitara, vokal (2002.)
- Kill System - gitara (2002. – 2003.)
- Evanescence - bubnjevi (2002. – 4. svibnja, 2007.)
- The Burning - gitara (2005. – 2006.)
- 3 For Sorrow - bubnjevi, bas, gitara (2005. – 2006.)
- Machina (prije poznati kao Future Leaders of the World) - bubnjevi (2005. – 2007.)